# The Horus Heresy: Drop Assault
The Horus Heresy: Drop Assault  est un jeu vidéo de stratégie en temps réel développé et édité par Complex Games, sorti en 2015 sur iOS et Android.

## Trame
Le jeu s'inscrit dans l'événement de l'Hérésie d'Horus dans l'univers de Warhammer 40,000. Le joueur peut choisir de rejoindre les Traîtres ou les Loyalistes

## Système de jeu
Carter Dotson de TouchArcade compare le gameplay du jeu à celui de Clash of Clans.

## Accueil
- Pocket Gamer : 6/10[3]